# Open di Zurigo 2007 - Doppio
Il doppio del torneo di tennis Open di Zurigo 2007, facente parte del WTA Tour 2007, ha avuto come vincitrici Květa Peschke e Rennae Stubbs che hanno battuto in finale 7-5, 7–6(1) Lisa Raymond e Francesca Schiavone.

## Teste di serie
1. Cara Black
 Liezel Huber (semifinali)
2. Katarina Srebotnik
 Ai Sugiyama (quarti di finale)

1. Chan Yung-jan
 Chuang Chia-jung (quarti di finale)
2. Alicia Molik
 Mara Santangelo (quarti di finale)

## Tabellone

### Legenda
| - Q = Qualificato - WC = Wild card - LL = Lucky loser | - ALT = Alternate - SE = Special Exempt - PR = Protected Ranking | - w/o = Walkover - r = Ritirato - d = Squalificato |